# Niképhoritzès
Niképhoritzès (mort en 1078) (en grec : Νικηφορίτζης) est un eunuque influent de l'Empire byzantin au XIe siècle. Il occupe un poste similaire à celui de premier ministre et est le dirigeant officieux de l'empire lors du règne de Michel VII Doukas. Il s'appelle alors Nikephoros. Son surnom de Niképhoritzès (« petit Niképhoros ») lui vient du fait qu'il est relativement jeune lorsqu'il rentre à la cour impériale. Du fait des lourdes taxes qu'il impose, il devient très vite impopulaire. Cela conduit aux deux rébellions de 1077 dirigées par Nicéphore Bryenne en Europe et par Nicéphore III en Asie. Ce dernier finit par pousser Michel VII à l'abdication tandis que Niképhoritzès est capturé, torturé puis tué.

## Biographie
Niképhoritzès est né dans le thème des Bucellaires et entre au service du secrétariat impérial sous Constantin IX. Lors du règne de Constantin X Doukas, il est éloigné de la cour et devient gouverneur d'Antioche car il aurait calomnié l'impératrice Eudocie Makrembolitissa en l'accusant d'adultère. À la suite de la mort de l'empereur et de la mise en place de la régence, il est emprisonné,. Il est libéré par Romain IV Diogène et nommé comme préteur (gouverneur civil) des thèmes d'Hellas et du Péloponnèse. En 1071, quand Michel VII Doukas arrive au pouvoir, Niképhoritzès est rappelé au service du gouvernement impérial par l'oncle de l'empereur, le césar Jean Doukas. De retour à Constantinople, Niképhoritzès est nommé logothète du drome et son autorité s'accroît rapidement. 
En tant que dirigeant de facto de l'empire, Niképhoritzès réorganise celui-ci en essayant de restaurer le centralisme traditionnel de l'Empire byzantin au détriment des forces aristocratiques en plein essor. Sa priorité est alors de remplir les caisses de l'État grâce à une politique de taxation brutale à l'origine de profondes difficultés à Constantinople et dans les provinces. Il crée aussi un entrepôt à Bisanthe pour centraliser, réguler et mieux taxer l'approvisionnement en blé de Constantinople en instaurant un monopole d'État. Selon Michel Attaliatès, une source hostile, cette politique n'a pour résultat que d'entraîner une pénurie de grains dans la capitale et une inflation des prix. Lors de l'hiver 1076-1077, Constantinople souffre d'une famine,, et dans le même temps, une rébellion éclate dans le thème du Paristrion. En effet, Niképhoritzès met un terme au paiement du tribut aux mixobarbaroi (peuples vivant à la frontière de l'empire) et aux Petchénègues. Le vestarque Nestor envoyé pour mater la rébellion se joint à celle-ci. Elle demande avant tout le départ de Niképhoritzès et quand elle s'empare de Bisanthe, elle brûle l'entrepôt de blé. Michel VII tergiverse dans sa réponse, à la suite de quoi Nestor et ses alliés petchénègues se replient au nord vers le Paristrion. Cette région échappe alors au contrôle impérial pour les deux décennies suivantes,.
Niképhoritzès essaie aussi de réformer l'armée et de recréer le régiment des Immortels. En effet, la situation militaire sous son administration est particulièrement inquiétante. Dans les Balkans, l'empire doit faire face aux attaques serbes et à la rébellion bulgare de Constantin Bodin. En Asie Mineure, c'est le chef des mercenaires normands, Roussel de Bailleul qui se révolte tandis que la pénétration turque devient de plus en plus pressante depuis la bataille de Mantzikert. En dépit de ses indéniables qualités d'administrateur, ses mesures financières et ses tendances centralisatrices ont attisé un vif ressentiment contre lui. Seul Kekaumenos loue les qualités de Niképhoritzès. Il le décrit comme un « homme excellent dans tous les domaines, le plus raisonnable et expérimenté dans les affaires militaires et administratives. Bien qu'eunuque, il est généreux, très intelligent, compréhensif et bon orateur ». Les autres sources insistent généralement sur son avidité et sa corruption.
L'opposition s'unit autour du patriarche d'Antioche Émilien, un vieil ennemi de Niképhoritzès à l'époque où ce dernier était à Antioche. En outre, à l'été 1077, Nicéphore Bryenne dans les Balkans et Nicéphore Botaniatès en Asie Mineure se rebellent contre Michel VII. Bryenne marche contre Constantinople en espérant que celle-ci se rende mais le pillage des faubourgs de la ville par ses troupes lui aliène la population. Il est alors contraint de battre en retraite. Le 7 janvier 1078, un groupe d’évêques hostile à Niképhoritzès se rassemble à Sainte-Sophie et proclame Nicéphore Botaniatès empereur. Niképhoritzès répond en expulsant les évêques de l'église avant de se faire excommunier par le patriarche de Constantinople. Alexis Comnène, le chef de l'armée, préconise l'écrasement de l'opposition mais Michel VII décide d'abdiquer en faveur de Nicéphore Botaniatès le 31 mars.
Niképhoritzès s'enfuit de la capitale et trouve refuge à Héraclée du Pont où Roussel de Bailleul stationne. Ce dernier décide toutefois de l'arrêter et de le livrer au nouvel empereur. Niképhoritzès est d'abord exilé sur l'île de Prote puis sur celle d'Okseia. Là, il est torturé par le megas hetaireiarches Romain Straboromanos avant de mourir.